# Rio Canoinhas
Rio Canoinhas är ett vattendrag i Brasilien.   Det ligger i delstaten Santa Catarina, i den södra delen av landet, 1 200 km söder om huvudstaden Brasília.
I omgivningarna runt Rio Canoinhas växer huvudsakligen savannskog. Runt Rio Canoinhas är det tätbefolkat, med 308 invånare per kvadratkilometer.